# Karel Köcher
Karel Köcher, také Karel František Köcher, Karl Koecher (* 21. září 1934 Bratislava), je bývalý československý špion, který byl spolu s manželkou vyslán v roce 1965 do Spojených států amerických. Zde byli manželé v roce 1984 odhaleni a zatčeni.

## Studium, učitelství
Karel Köcher se narodil v roce 1934, matka Irena byla slovenskou židovkou, otec pak ve Vídni narozený Čech a anglofil. V roce 1939 se jeho rodina přestěhovala do Prahy, kde složil maturitní zkoušku na francouzském a anglickém gymnáziu. V roce 1958 vystudoval Matematicko-fyzikální fakultu a v roce 1961 Filozofickou fakultu Univerzity Karlovy. Poté byl do roku 1965 vysokoškolským učitelem.

## Počátek spolupráce s rozvědkou
V roce 1958 se stal členem Komunistické strany Československa a od roku 1962 začal spolupracovat s I. správou Ministerstva vnitra Československé socialistické republiky (československou rozvědkou) pod krycím jménem Pedro. Začátkem roku 1965 byl společně se svou manželkou Hanou, rozenou Pardamcovou (* 8. ledna 1944 v Táboře), vyslán přes Rakousko do USA. Přijeli jako disidenti z Československa do New Yorku v prosinci 1965.

## Svobodná Evropa a CIA
V letech 1967–1969 byl poradcem v rozhlase Svobodná Evropa, zároveň studoval na Indiana University a Columbia University na filozofickém a ruském institutu, kde v roce 1970 obhájil doktorát a pak vyučoval na katedře filosofie Wagner College. V roce 1970 spolu s manželkou získali občanství USA. Od roku 1972 pracoval v CIA, od 1973 jako analytik a překladatel s bezpečnostní prověrkou v její Foreign Broadcast Information Service v Rosslynu ve Virginii. Od konce roku 1975, kdy byl povýšen, působil v kanceláři CIA v New Yorku. Překládal psané nebo nahrané zprávy od agentů CIA v Sovětském svazu a Československu. Své zprávy podával také přímo sovětské zpravodajské službě KGB. Jeho manželka měla funkci kurýra. Původně pracovala jako laborantka, později cestovala jako obchodnice s diamanty a odvážela zprávy od Köchera a přivážela peníze od československé tajné služby.

## Ztráta důvěry, odhalení, odsouzení
V roce 1976 navštívil pod krycím jménem Prahu, kde podle vlastních údajů „měl svědčit proti českým disidentům, což odmítl“. Po návratu z Československa do USA ztratil přístup k překladům vysoce tajných dokumentů a sestoupil na stupeň „kontraktního zaměstnance“. V roce 1982 se FBI dozvěděla od československého špióna, přeběhlého na stranu Spojených států amerických, že Köcher, stále ještě překladatel tajných dokumentů pro CIA, pracuje pro československou rozvědku, a začala manžele Köcherovy odposlouchávat. V listopadu 1984 byli Köcherovi agenty FBI zadrženi a vyslýcháni. Koncem listopadu byli zatčeni, odsouzeni a uvězněni, Köcher na doživotí.

## Výměna a návrat do Československa
V únoru 1986 byli manželé Köcherovi v Berlíně na mostě Glienicker Brücke spolu se třemi dalšími agenty vyměněni za sovětského disidenta Natana Šaranského a dalších šest osob, mezi nimi byl i syn tenisty Jiřího Javorského, Jaroslav Javorský. Köcherovi byli zbaveni občanství Spojených států amerických a doživotně vykázáni. V Československu Köcher pracoval nejprve na II. správě Federálního ministerstva vnitra a poté do roku 1990 v Prognostickém ústavu ČSAV.
Köcher začal publikovat nejrůznější tvrzení o známých osobnostech, jako například že byl Pavel Tigrid důstojníkem CIA.
Počátkem 90. let pracovala Hana Köcherová dva roky na britské ambasádě v Praze. V roce 1995 se v českém tisku objevila zpráva, že pracuje na britském velvyslanectví v Praze. Ze zaměstnání byla propuštěna a následně podala žalobu proti oněm novinám. Soud však žalobu zamítl. Karel Köcher v roce 2024 v rozhovoru s Janou Bobošíkovou uvedl, že ambasáda věděla o minulosti jeho osoby a jeho ženy, a že jeho žena odešla ze zaměstnání na vlastní žádost.

## Smrt princezny Diany
V roce 1998 se Köcherovo jméno objevilo v mediích, když se ve Vídni v dubnu toho roku měl „ve službách podvodníka Oswalda Le Wintera“, se kterým se údajně znal z vězení v USA, pokusit „vylákat z Mohameda Al-Fayeda peníze“ (otec Dodi Fayeda, přítele princezny Diany) pod záminkou, že má informace o tom, že Diana byla zavražděna tajnými službami. Fayedovi lidé spolupracovali s FBI a rakouskou policií, která Le Wintera zatkla a byl odsouzen. Köcher měl podle zpráv v tisku „uniknout na poslední chvíli“.

## Film
Jeho příběh v roce 2016 zpracoval do audiovizuální podoby film Rino – příběh špiona.